# Азија (провинција)
Азија, позната и као Азијана, била је римска провинција смештена на подручју западне Мале Азије. Од времена Аугуста је била сенатска провинција на челу с проконзулом, а тај режим је остао све до 211. Провинција Азија је основана од територије бивше клијентске Пергамске краљевине пошто ју је њен последњи краљ Атал III завештао Римљанима.
Укинута је Диоклецијановим реформама почетком 4. века, када је њена територија подељена на седам мањих провинција.
Главни град је био Ефес.